# Calandrella acutirostris
Calhandrinha-de-hume ou calhandrinha-das-estepes (Calandrella acutirostris) é uma espécie de cotovia da família Alaudidae.
Pode ser encontrada nos seguintes países: Afeganistão, Bangladesh, Butão, China, Índia, Irão, Israel, Cazaquistão, Nepal, Paquistão, Rússia, Tadjiquistão e Turquemenistão.